# La brigada del diable
La brigada del diable (títol original en anglès: The Devil's Brigade) és una pel·lícula estatunidenca dirigida per Andrew V. McLaglen i estrenada l'any 1968. Ha estat doblada al català.

## Argument
Segona Guerra Mundial, 1942. El coronel Robert Frederick rep l'ordre de formar una brigada especial, anomenada Forces de Serveis Especials. Al camp d'entrenament van arribant els homes que compondran aquesta brigada, molts d'ells desertors i indesitjables. Però també arriba una companyia convencional canadenca. La relació entre els dos grups no serà gens fàcil, però el coronel aconsegueix resoldre el problema potenciant l'esperit de companyonia.

## Crítica
Una més que entretinguda cinta bèl·lica dirigida amb bona mà per tot un especialista en el gènere com Andrew MacLaglen. Amb la complicitat del seu esplèndid repartiment, aquest competent artesà combina amb encert grans dosis d'acció amb tocs de comèdia fins a aconseguir un producte capaç de fer les delícies dels amants del gènere.

## Repartiment
- William Holden: Col. Robert T. Frederick
- Cliff Robertson: Alan Crown
- Vince Edwards: Cliff Bricker
- Andrew Prine: Theodore Ransom
- Jeremy Slate: Pat O'Neill
- Claude Akins: Rocky Rockman
- Richard Jaeckel: Omar Greco
- Richard Dawson: Hugh MacDonald
- Tom Troupe: Al Manella
- Harry Carey Jr.: Rose
- Michael Rennie: Mark Clark
- Carroll O'Connor: Maxwell Hunter
- Dana Andrews: Walter Naylor